# Излучная (река, Сахалин)
Излучная — река в России на острове Сахалин, крупнейшем острове России. Река протекает через город Долинск. Впадает в реку Залом, является ее правым притоком, далее через реку Большой Такой впадает в реку Найба.
Длина Излучной — 14 км. Площадь водосборного бассейна — 48 км².
На реке Излучная планируются работы по расчистке русла реки на участке от улицы Шевченко до улицы Парковой, с бюджетом 18 009 070 рублей. Срок окончания работ 1 декабря 2024 года.
В районе реки Излучная, на южной окраине города Долинск, выявлено два объект археологического наследия. Поселение Долинск 4, расположенное на террасе левого борта реки Излучная, и Поселение Долинск 5, расположенное на правом берегу реки.

## Данные водного реестра
По данным государственного водного реестра России относится к Амурскому бассейновому округу. Речной бассейн — бассейны рек острова Сахалин. Водохозяйственный участок — Водные объекты острова Сахалин без бассейна р. Сусуя.
Код водного объекта 20050000212118300005741.